# Thomas Gaida
Thomas Bernhard Gaida (* 1966 in Saarbrücken) ist ein Orgelbauer im saarländischen Wemmetsweiler bei Merchweiler. Die Firmengründung erfolgte 2002.

## Geschichte
Thomas Gaida wurde 1966 in Saarbrücken als eins von sieben Kindern des 1937 im oberschlesischen Beuthen geborenen Antonius Gaida und seiner Gattin Erika Maria geb. Beck (1937–2019) geboren. Nach der Schulzeit absolvierte er von 1984 bis 1987 eine Lehre bei Walcker in Murrhardt und Kleinblittersdorf. Danach war er bei verschiedenen Orgelbauern tätig, zuletzt bei Orgelbau Schmid in Kaufbeuren, beendete aber 1992 seine Tätigkeit als Orgelbauer und arbeitete von da an als Klavierstimmer.
Als selbständiger Orgelbauer wirkte er erstmals 1998/1999 bei der Renovierung der Orgel in Dirmingen, an der er als Organist tätig war. Als aufgrund finanzieller Schwierigkeiten in der Nachbargemeinde Wustweiler nach einer Kirchenrenovierung, bei der die alte Orgel abgebaut worden war, nicht wie ursprünglich geplant eine neue Orgel erstellt werden konnte, erbaute Gaida 2001/2002 zusammen mit freiwilligen Helfern aus der Kirchengemeinde (darunter Frührentner und ehemalige Bergbauingenieure) aus mehreren alten Orgeln seine erste „neue“ Orgel.
Nachdem das Instrument in Wustweiler durchschlagenden Erfolg bei Orgelkennern der Region erzielt hatte und Gaida zahlreiche Aufträge für Renovierungen anvertraut worden waren, gründete er 2002 in Wemmetsweiler eine eigene Orgelbauwerkstatt. Einige der Helfer aus Wustweiler wurden seine ersten Mitarbeiter.

## Charakteristika der Instrumente

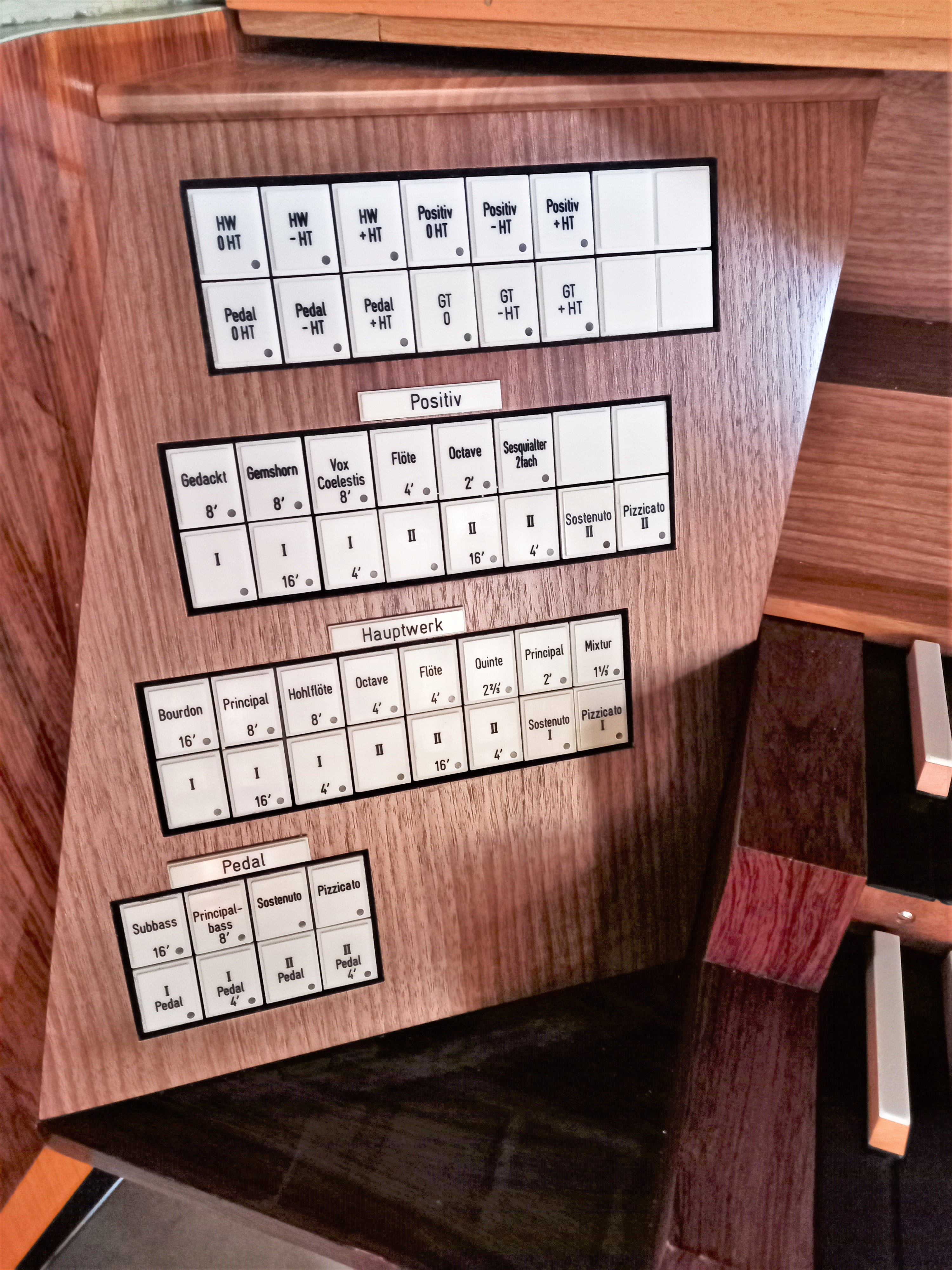
Eine für Gaida-Orgeln typische Registerstaffel mit weißen LED-Tastern

Die Um- und Neubauten der Firma Gaida entstehen mit der Absicht, technische Baugruppen – besonders Pfeifenwerk und Windladen – älterer Instrumente in einem hohen Maß wiederzuverwenden. Typische Kennzeichen der Instrumente sind die quadratischen weißen Registertaster sowie das firmeneigene Setzersystem. Im Unterschied zu den meisten Orgelbauern heute baut Gaida neue Instrumente ausschließlich mit elektrischen Trakturen und vorwiegend mit Kegelladen. Aus diesem Grund sind zahlreiche programmierte Spielhilfen wie sämtliche Oktavkoppeln, ein Transposer mit einem Umfang von zwei Oktaven, Sostenuto und Pizzicato standardmäßig vorhanden. In vielen Instrumenten realisiert Gaida ein Auxiliarreihensystem, bei dem einige wenige Register als Unitreihen in mehreren Fußtonlagen ausgebaut sind und sich auf mehreren bzw. allen Manualen einschließlich Pedal getrennt voneinander registrieren lassen. Somit wird das Klangspektrum der Instrumente um ein Vielfaches erweitert. Typisch für Gaida ist, dass er auch bei einfachen Instandsetzungen und kleinen Renovierungen die Orgeln einer kompletten Neuintonation mit Mensurrückung zum Teil um bis zu zwölf Halbtöne unterzieht.
Bei Neubauten werden gelegentlich größere Manualumfänge mit bis zu 88 Tasten realisiert, wie z. B. in St. Stefan in Amriswil (Schweiz) oder im Kleinen Michel in Hamburg.

## Werkliste (Auswahl)
Da Gaida selbst in seinen Neubauten zahlreiches Material älterer Instrumente wiederverwendet, sind bei seinen Instrumenten die Grenzen zwischen Neu- und Umbauten teilweise fließend und lassen sich je nach Instrument nicht immer eindeutig festlegen. Ähnliches gilt für Renovierungen und Restaurierungen, da er auch bei Restaurierungen Mensuren korrigiert und das Pfeifenwerk z. T. neu intoniert.
Mit Umbau sind Instrumente bezeichnet, in denen wesentliche Teile des Originals beibehalten wurden und nur einzelne Baugruppen der Orgel verändert wurden, sodass man durchaus noch von einem in Grundzügen erhaltenen, wenn auch veränderten Instrument sprechen kann.
| Jahr | Ort                     | Gebäude                                               | Bild                    | Manuale | Pfeifenreihen (gesamt) | Davon Auxiliarreihen | Bemerkungen |
| ---- | ----------------------- | ----------------------------------------------------- | ----------------------- | ------- | ---------------------- | -------------------- | --- |
| 1998 | Dirmingen               | St. Wendelinus                                        |                         | II/P    | 28                     | 0                    | Restaurierung der Orgel von Hærpfer & Erman von 1956, Umdisponierung, Mensurkorrektur, Neuintonation |
| 2002 | Wustweiler              | Herz-Jesu-Kirche                                      |                         | II/P    | 33                     | 0                    | Erster Neubau Gaidas, unter Verwendung des Walcker-Gehäuses aus Bad Schwalbach |
| 2003 | Brebach (Saarbrücken)   | Maria Hilf                                            |                         | II/P    | 24                     | 0                    | Restaurierung der Späth-Orgel von 1951/1964 mit Mensurkorrektur und Neuintonation; zwei Extensionen und zwei Transmissionen im Pedal waren bereits vorher vorhanden → Orgel                                                                             |
| 2003 | Körprich                | St. Michael                                           |                         | II/P    | 15                     | 0                    | Restaurierung der Fritz (Frédéric) Hærpfer-Orgel von 1930. |
| 2003 | Überherrn               | St. Bonifatius                                        |                         | III/P   | 35                     | 0                    | Restaurierung der Orgel von Hærpfer & Erman von 1953, mit Erneuerung von Teilen der Elektrik, Mensurkorrektur und Neuintonation |
| 2003 | Bilsdorf                | Herz-Jesu-Kirche                                      | Bilsdorf, Herz-Jesu (4) | II/P    | 19                     | 0                    | Restaurierung der Hugo-Mayer-Orgel von 1956 mit Mensurkorrektur und Neuintonation |
| 2004 | Trier-Biewer            | St. Jakobus                                           |                         | II/P    | 24                     | 1                    | Umbau der Sebald-Orgel von 1954, Einbau einer Vox coelestis 8’-4’ auf einer Einzeltonlade sowie eines Zimbelsterns. |
| 2005 | Merchweiler             | Rosenkranzkönigin                                     |                         | III/P   | 36                     | 10                   | Umbau und Erweiterung der Späth-Orgel von 1961. |
| 2006 | Roden (Saar)            | Maria Himmelfahrt                                     |                         | III/P   | 39                     | 2                    | Umbau der Mayer-Orgel von 1957 sowie Einbau von Auxiliarreihen. |
| 2006 | Altenkessel             | St. Johannes Baptista                                 |                         | II/P    | 30                     | 0                    | Teilrekonstruktion der Weigle-Orgel von 1913. |
| 2007 | Furpach                 | Katholische Pfarrkirche St. Josef                     |                         | II/P    | 20                     | 4                    | Wiederaufbau/Neubau eines Instruments von 1911 des englischen Orgelbauers James Jepson Binns unter Verwendung eigener Technik und teilweise eigenen Windladen. Orgel                                                                                    |
| 2008 | Erbach (Homburg)        | Pfarrkirche Maria vom Frieden                         |                         | III/P   | 26                     | 0                    | Neubau unter Verwendung von Teilen der Zeilhuber-Orgel aus der Pfarrkirche St. Johann Baptist in München-Haidhausen und unter Verwendung des Gehäuses und einiger Teile der Vorgängerorgel von Hugo Mayer                                               |
| 2008 | Mertert (Luxemburg)     | Unbefleckte Empfängnis                                |                         | III/P   | 27                     | 4                    | Erweiterung der Haupt-Orgel von 1937 sowie Einbau von Auxiliarreihen. |
| 2008 | Hüttigweiler            | St. Maria Magdalena                                   |                         | II/P    | 32                     | 0                    | Restaurierung der Kratochwil-Orgel von 1924. |
| 2010 | Schiffweiler            | St. Martin                                            |                         | II/P    | 24                     | 0                    | Restaurierung der Orgel von Hans Klais von 1933. Rekonstruktion des Spieltisches, Teilerneuerung der Elektrik, Neuintonation |
| 2010 | Hühnerfeld              | St. Marien                                            |                         | III/P   | 28                     | 0                    | Reorganisation der Hock-Orgel von 1931, welche 1959 durch Mayer umgebaut worden war. |
| 2011 | Konz                    | St. Nikolaus                                          |                         | III/P   | 34                     | 12                   | Bis dahin größter moderner Neubau auf Kegelladen. |
| 2012 | Amriswil (Schweiz)      | St. Stefan                                            |                         | III/P   | 44                     | 3                    | Schrittweiser Umbau und Erweiterung der Kuhn-Orgel von 1940/1966. Einzeltonsteuerung mehrerer Register und Rückführung von Registern auf den Stand von 1940.                                                                                            |
| 2012 | Neunkirchen (Nohfelden) | St. Martin                                            |                         | II/P    | 27                     | 0                    | Renovierung der Sebald-Orgel von 1936. Elektrifizierung der Traktur und Einbau der typischen Registertaster. Die Disposition wurde abgesehen von Koppeln und Spielhilfen nicht verändert.                                                               |
| 2012 | Bous                    | Pfarrkirche St. Peter                                 |                         | II/P    | 29                     | 8                    | Umbau der Hærpfer-&-Erman-Orgel von 1955. Die Teilwerke sind nicht mehr den Manualen zugeordnet und können frei angekoppelt werden. Zahlreiche neue Register aus alten englischen Orgeln.                                                               |
| 2012 | Sotzweiler              | St. Mauritius                                         |                         | II/P    | 16                     | 4                    | Elektrifizierung und Umbau der Haupt-Orgel von 1931 sowie Einbau von Auxiliarreihen. |
| 2012 | Urexweiler              | St. Franziskus                                        |                         | II/P    | 29                     | 1                    | Erneuerung der Elektrik der Klais-Orgel von 1939 sowie Einbau einer Auxiliarreihe. Die Registertaster wurden auf einem separaten Tableau untergebracht, sodass die originalen Registerwippen und freien Kombinationen von Klais ebenfalls nutzbar sind. |
| 2013 | Ulm                     | Pauluskirche                                          |                         | IV/P    | 62                     | 10                   | Erweiterung der Link-Orgel von 1910 sowie Einbau von Auxiliarreihen. |
| 2013 | Büdlich                 | St. Agatha                                            |                         | II/P    | 12                     | 0                    | Restaurierung der Sebald-Orgel (Opus 1) von 1936. |
| 2014 | Bonn-Beuel              | St. Josef                                             |                         | IV/P    | 8                      | 3                    | Bau einer neuen Chororgel hinter dem Hochaltar; Elektrifizierung der Oberlinger-Orgel von 1981 und Lieferung eines neuen viermanualigen Spieltisches.                                                                                                   |
| 2015 | Illingen (Saar)         | St. Stephan                                           |                         | III/P   | 27                     | 0                    | Renovierung der Führer-Orgel von 1973. Elektrifizierung der Traktur und Bau eines neuen dreimanualigen Spieltisches. Die Disposition wurde abgesehen von Koppeln und Spielhilfen nicht verändert.                                                       |
| 2015 | Oberkirchen             | St. Katharina                                         |                         | II/P    | 29                     | 0                    | Renovierung der Hærpfer-&-Erman-Orgel von 1954. Erneuerung der Elektrik und Einbau der typischen Registertaster. Die Disposition wurde abgesehen von Koppeln und Spielhilfen nicht verändert.                                                           |
| 2015 | Horath                  | St. Bartholomäus                                      |                         | II/P    | 9                      | 1                    | Neubau |
| 2016 | Kirchberg (Hunsrück)    | St. Michael                                           |                         | III/P   | 20                     | 3                    | Erweiterung der Sebald-Orgel von 1969, Bau einer neuen Chororgel hinter dem Hochaltar und eines neuen dreimanualigen Spieltisches sowie Einbau von Auxiliarreihen.                                                                                      |
| 2016 | Schönkirch              | Kath. St. Michael                                     |                         | I/P     | 7                      | 2                    | Das Walcker-Serienpositiv (Model D) aus der Katholischen Akademie Hamburg erhielt unter anderem zwei Auxiliarreihen im Pedal mit Teilen einer Orgel aus Bitburg.                                                                                        |
| 2017 | Liblar                  | St. Barbara                                           |                         | III/P   | 16                     | 3                    | Erweiterung der Ernst-Seifert-Orgel (Bergisch Gladbach) von 1956, Bau eines neuen dreimanualigen Spieltisches sowie Einbau von Auxiliarreihen. |
| 2019 | Hamburg                 | Kath. Kirche St. Ansgar und Bernhard (Kleiner Michel) |                         | IV/P    | 53                     | 18                   | Neubau aus den beiden Vorgängerorgeln und hist. Material anderer Orgeln. 7 Teilwerke, 5 davon schwellbar. |
| 2021 | Namborn                 | Mariä Himmelfahrt                                     |                         | II/P    | 16                     | 0                    | Neubau unter Verwendung von Pfeifenwerk und Gehäuse der Vorgängerorgel von Christian Gerhardt sowie englischer Schleifladen und eines Spieltisches von Eduard Wagenbach.                                                                                |
| 2021 | Friedrichshafen         | Schlosskirche                                         |                         | IV/P    | 51                     | 12                   | Erweiterung der Weigle-Orgel von 1971, Bau eines neuen Spieltisches sowie Einbau von Auxiliarreihen. |
| 2021 | Morbach                 | St. Anna                                              |                         | II/P    | 20                     | 4                    | Umbau der Oehms-Orgel von 1988, Elektrifizierung der Schleifladen, Einbau von Auxiliaren und einem neuen Spieltisch |
| 2023 | Solingen                | St. Suitbertus                                        |                         | III/P   | 37                     | 15                   | Umbau der Klais-Wagenbach-Orgel. 2022/23 Technischer Neubau und Erweiterung durch Thomas Gaida, wobei alle Register übernommen wurden. Die Erweiterungen wurden aus gebrauchten Pfeifen, einer neuen Reihe, und einem Pedalharmonium gebaut.            |
| 2024 | Neunkirchen             | St. Marien                                            |                         | III/P   | 41                     | 4                    | Umbau der Roethinger-Orgel von 1954, Einbau von Auxiliaren und Lieferung eines neuen viermanualigen Spieltischs. |